# LV Esposizione internazionale d'arte di Venezia

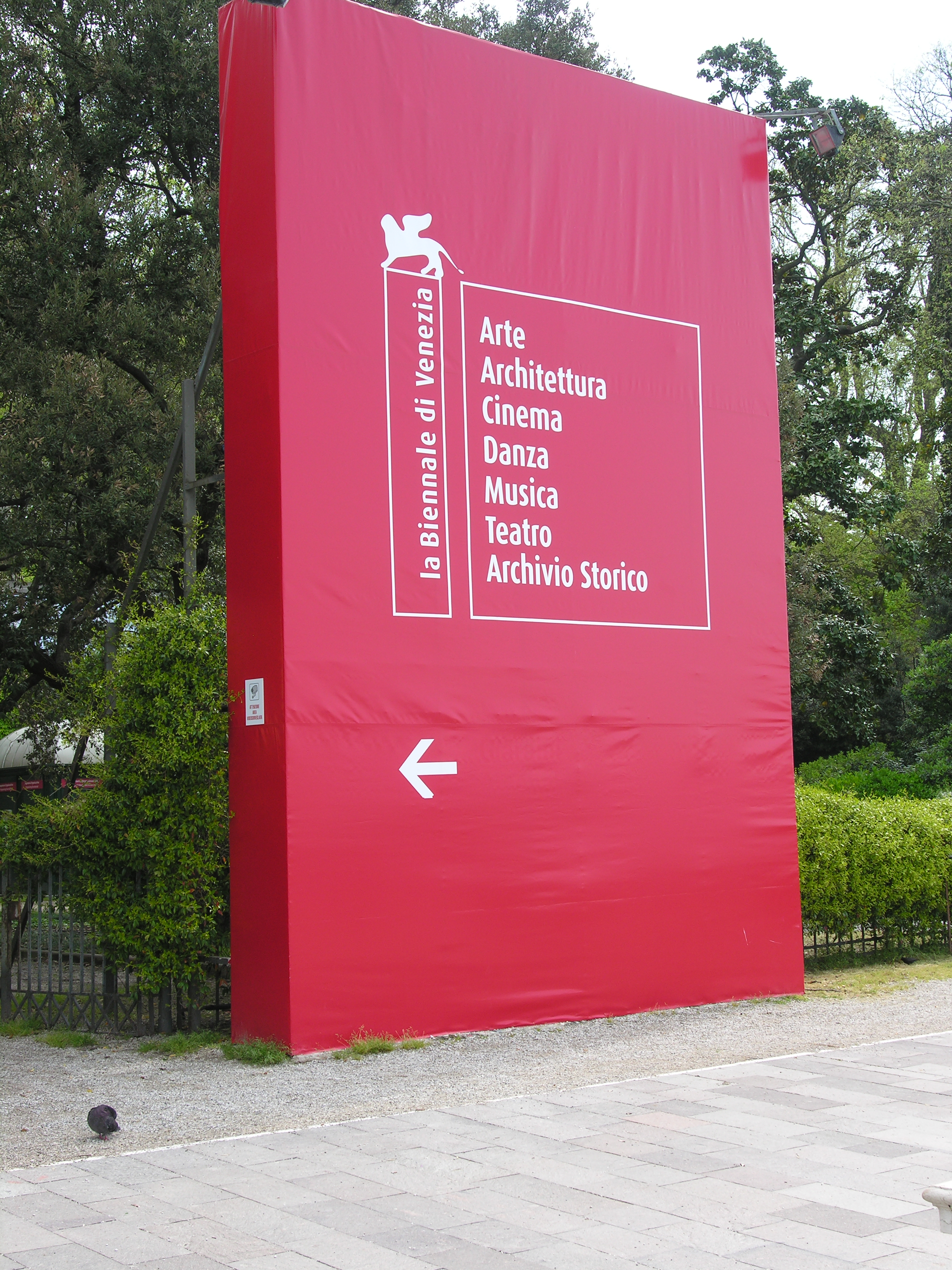
Ingresso dei Giardini della Biennale

La 55ª edizione dell'Esposizione Internazionale d'Arte è stata inaugurata a Venezia il 1º giugno 2013 (con pre-apertura il 29, 30 e 31 maggio), è stata chiusa il 24 novembre.
L'Esposizione del 2013 e si è svolta sotto la direzione artistica di Massimiliano Gioni che ha scelto come titolo Il Palazzo Enciclopedico.
Il 13 marzo si è tenuta la conferenza stampa di presentazione nella sede di Ca' Giustinian.
Nella conferenza stampa di chiusura, il presidente della Biennale Paolo Baratta e il curatore Gioni hanno riassunto i dati della 55ª Biennale Arte: oltre 475 000 visitatori, di cui il 31,75% giovani e studenti, con un incremento dell'8% sull'esposizione precedente, a cui vanno aggiunte le 20 424 presenze in pre-apertura.

## Biennale Arte 2013

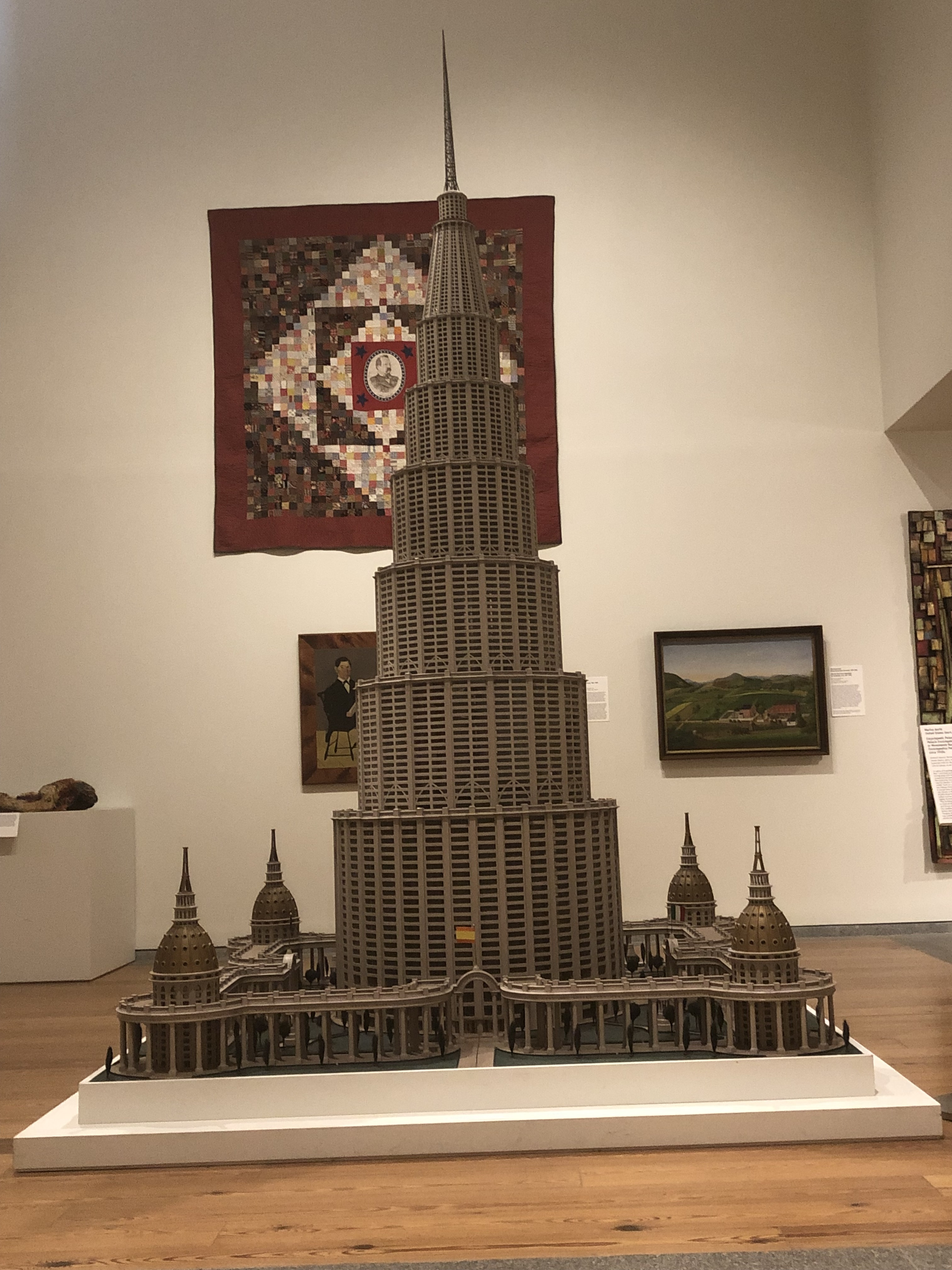
Modellino del Palazzo Enciclopedico di Marino Auriti

Il titolo dell'esposizione riprende l'idea utopistica di Marino Auriti che nel 1955 depositò all'ufficio brevetti statunitense (n. 179.277) il progetto di un Palazzo Enciclopedico, un museo immaginario che avrebbe dovuto ospitare tutto il sapere dell'umanità. Auriti progettò un edificio di 136 piani che avrebbe dovuto raggiungere i 700 metri di altezza e occupare più di 16 isolati nel centro di Washington.
Nelle intenzioni del curatore, «sfumando le distinzioni tra artisti professionisti e dilettanti, tra outsider e insider, l'esposizione adotta un approccio antropologico allo studio delle immagini, concentrandosi in particolare sulle funzioni dell'immaginazione e sul dominio dell'immaginario».
L'esposizione si apriva nel Padiglione centrale ai Giardini della Biennale, nelle cui prima sala era presentato il Libro Rosso di Carl Gustav Jung, esposto per la prima volta in Italia, per introdurre una riflessione sulle immagini interiori e sui sogni che attraversavano l'intera mostra.
L'esposizione raccoglieva «numerosi esempi di opere ed espressioni figurative che illustrano diverse modalità di visualizzare la conoscenza attraverso rappresentazioni di concetti astratti e manifestazioni di fenomeni soprannaturali». Nelle sale del Padiglione centrale i quadri astratti di Hilma af Klint, le interpretazioni simboliche dell'universo di Augustin Lesage, le divinazioni di Aleister Crowley si intrecciavano alle opere di artisti contemporanei.
Erano presentati i disegni delle comunità Shaker che trascrivono messaggi divini, mentre quelli degli sciamani delle Isole Salomone sono popolati da demoni e divinità in lotta con pescecani e creature marine.
La rappresentazione dell'invisibile era uno dei temi centrali della mostra e ritornava nelle cosmografie di Guo Fengyi e in quelle di Emma Kunz, nelle icone religiose e nelle danze macabre di Jean-Frédéric Schnyder e nel video di Artur Zmijewski che filma un gruppo di non vedenti che dipingono il mondo a occhi chiusi.
Un senso di stupore cosmico pervadeva molte altre opere in mostra, dai film di Melvin Moti alle riflessioni sulla natura di Laurent Montaron, sino alle vedute di Thierry De Cordier. Le piccole ceramiche di Ron Nagle, le intricate geometrie floreali di Anna Zemánková, le mappe immaginarie di Geta Bratescu e i palinsesti dipinti di Varda Caivano descrivono un mondo interiore dove forme naturali e presenze immaginarie si sovrappongono. Queste corrispondenze segrete tra micro e macrocosmo ritornano nelle figure di Marisa Merz e in quelle, più carnali, di Maria Lassnig.
Accanto alle opere di artisti contemporanei, l'esposizione raccoglieva le sperimentazioni visive di alcuni celebri autori del Novecento, dagli esseri immaginari inventati da Jorge Luis Borges illustrati da Christiana Soulou, ai diari di Franz Kafka illustrati da José Antonio Suárez Londoño. Mentre la collezione di pietre dello scrittore francese Roger Caillois combina geologia e misticismo, le lavagne disegnate dal teosofo austriaco Rudolf Steiner tracciano diagrammi dello Spirito che inseguono il desiderio impossibile di descrivere e comprendere l'intero universo.
«Il Palazzo Enciclopedico è [stata] una mostra sulle ossessioni e sul potere trasformativo dell'immaginazione», nella quale erano presenti le opere di artisti assai diversi (Morton Bartlett, James Castle, Peter Fritz e Achilles Rizzoli) che hanno passato la vita a progettare mondi alternativi. 
La tensione tra interno ed esterno, tra inclusione ed esclusione, era il soggetto di una serie di opere che indagano il ruolo dell'immaginazione nelle carceri (Rossella Biscotti) e negli ospedali psichiatrici (Eva Kotátková); altri spazi di reclusione sono quelli disegnati da Walter Pichler, che per tutta la vita ha progettato case per le sue sculture.
Nei vasti spazi dell'Arsenale – ridisegnati in collaborazione con l'architetto Annabelle Selldorf – l'esposizione era organizzata secondo una progressione dalle forme naturali a quelle artificiali, seguendo lo schema tipico delle wunderkammer cinquecentesche e seicentesche.
Cataloghi, collezioni e tassonomie erano alla base di molte opere in mostra, tra cui le fotografie di J.D. Okhai Ojeikere, le installazioni di Uri Aran, i video di Kan Xuan, i bestiari di Shinichi Sawada e i labirinti di Matt Mullican; il polacco Pawel Althamer componeva un ritratto corale con le novanta sculture di Venetians.
La mostra celebrava il libro (dal Libro Rosso di Jung agli scrapbook di Shinro Ohtake ai volumi di Xul Solar) come spazio-rifugio, luogo della conoscenza, strumento di auto-esplorazione e via di fuga nel dominio del fantastico. Yüksel Arslan disegna le tavole enciclopediche di una civiltà immaginaria che assomiglia a una versione non troppo distorta dell'umanità. L'ambizione di creare un opus magnum – un'opera che, come il Palazzo di Auriti, contenga e racconti tutto – attraversa i disegni di Yüksel Arslan e le illustrazioni della Genesi di Robert Crumb, le cosmogonie di Frédéric Bruly Bouabrée e le leggende descritte da Papa Ibra Tall. Nel suo nuovo video Camille Henrot studia i miti di creazione di diverse società, mentre le centinaia di sculture di argilla cruda di Fischli e Weiss forniscono un antidoto ironico agli eccessi romantici delle visioni più totalizzanti.
I disegni di Stefan Bertalan, Lin Xue e Patrick van Caeckenbergh, sono il tentativo di decrittare il codice della natura, mentre i film di Gusmão e Paiva, le fotografie di Christopher Williams e dei pionieri Eliot Porter ed Eduard Spelterini scrutano ecosistemi e paesaggi con lo sguardo meravigliato di chi vuole catturare lo spettacolo del mondo. I video di Neïl Beloufa e Steve McQueen e i quadri di Eugene Von Breunchenhein immaginano diversi modi di visualizzare il futuro mentre il ricordo del passato e la memoria sono il punto di partenza per le opere di Aurélien Froment, Andra Ursuta e altri artisti in mostra.
Al centro dell'Arsenale l'artista statunitense Cindy Sherman ha curato un progetto – una mostra nella mostra, composta da più di duecento opere di oltre trenta artisti – in cui ha messo in scena un suo personale museo immaginario: bambole, pupazzi, manichini e idoli si mescolavano a collezioni di fotografie, dipinti, sculture, decorazioni religiose e tele disegnate da carcerati che insieme compongono un teatro anatomico nel quale sperimentare e riflettere sul ruolo che le immagini hanno nella rappresentazione e percezione del sé. (In latino il termine «imago», da cui deriva la parola «immagine», indicava la maschera di cera ricavata sul volto del defunto e conservata nelle dimore dei patrizi romani).
Di corpi e desideri parlano anche il nuovo video di Hito Steyerl sulla cultura dell'iper-visibilità e il nuovo reportage di Sharon Hayes che presenta un remake girato in America di Comizi d'amore, il film-inchiesta sulla sessualità di Pier Paolo Pasolini. Il desiderio di verità inseguito da Pasolini in tutta la sua carriera è ricordato nel monumento dedicatogli da Richard Serra.
I corpi agitati da fantasie di un adolescente inquieto sono quelli sognati da Evgenij Kozlov, che non stonano accanto alle matrone procaci di Friedrich Schröder-Sonnenstern o vicino ai guardoni di Kohei Yoshiyuki. Questa tensione scopofiliaca contraddistingue anche i quadri di Ellen Altfest che scruta i corpi dei suoi soggetti con uno sguardo lenticolare, come se volesse catturare e conoscere il mondo poco a poco, centimetro di epidermide dopo centimetro di epidermide.
I corpi post-umani e smaterializzati di Ryan Trecartin introducono alla sezione finale dell'Arsenale in cui opere di Yuri Ancarani, Alice Channer, Simon Denny, Wade Guyton, Channa Horwitz, Mark Leckey, Helen Marten, Albert Oehlen, Otto Piene, James Richards, Pamela Rosenkranz, Stan VanDerBeek e altri esaminano la combinazione di informazione, spettacolo e sapere tipica dell'era digitale.
L'installazione Apollo's Ecstasy di Walter De Maria esaltava la purezza silenziosa e algida della geometria. Come tutte le opere di questo artista – figura fondamentale dell'arte concettuale, minimalista e della land art – questa scultura astratta è il risultato di complessi calcoli numerologici, sintesi estrema delle infinite possibilità dell'immaginazione.
Alla fine dell'Arsenale, completavano il percorso del Palazzo Enciclopedico l'installazione video Healing di Erik van Lieshout, alle Gaggiadre la performance S. s. Hangover di Ragnar Kjartansson, nel Giardino delle Vergini, l'installazione Aura, Aroma, Arena di John Bock.
Alcune opere si ispiravano alla tradizione cinquecentesca dei "teatri del mondo", rappresentazioni allegoriche del cosmo in cui attori e architetture effimere erano usate per costruire immagini simboliche dell'universo.
All'esposizione Il Palazzo Enciclopedico hanno partecipato 161 artisti provenienti da 38 paesi.

## Partecipazioni nazionali
L'esposizione Il Palazzo Enciclopedico è stata affiancata da 88 Partecipazioni nazionali negli storici Padiglioni ai Giardini, all'Arsenale e nel centro storico di Venezia. I paesi presenti per la prima volta erano dieci: Angola, Bahamas, Bahrain, Costa d'Avorio, Kosovo, Kuwait, Maldive, Paraguay, Tuvalu e Santa Sede.
I Padiglioni di Cipro e Lituania formavano un unico progetto, curati dal lituano Raimundas Malašauskas, presentati nello stesso spazio, il Palazzetto dello sport Giobatta Gianquinto in zona Arsenale, e premiati con la Menzione speciale dalla Giuria della Biennale.
Il Padiglione Italia, che occupava le Tese delle Vergini in Arsenale, era a cura di Bartolomeo Pietromarchi, aveva per titolo vice versa, e riprendeva un concetto teorizzato da Giorgio Agamben nel volume Categorie italiane. Studi di Poetica (Marsilio, 1996), in cui il filosofo sostiene che per interpretare la cultura italiana sia necessario individuare una «serie di concetti polarmente coniugati» capaci di descriverne le caratteristiche di fondo.
Vice Versa proponeva un percorso espositivo composto da sette ambienti, ognuno dei quali ospitava due artisti in dialogo tra loro, dove il senso profondo di una vocazione dialettica si manifestava nelle opere esposte. La mostra era un viaggio ideale nell'arte italiana di ieri e di oggi, un itinerario che raccontava identità e paesaggi.
I 14 artisti coinvolti nel progetto erano: Francesco Arena, Massimo Bartolini, Gianfranco Baruchello, Elisabetta Benassi, Flavio Favelli, Luigi Ghirri, Piero Golia, Francesca Grilli, Marcello Maloberti, Fabio Mauri, Giulio Paolini, Marco Tirelli, Luca Vitone e Sislej Xhafa.
| Paese                | Luogo                                        | Titolo | Artista/i | Curatore/i                                                                                    | Note   |
| -------------------- | -------------------------------------------- | --- | --- | --------------------------------------------------------------------------------------------- | ------ |
| Andorra              | Arsenale Nord                                | Tempus fugit | Javier Balmaseda, Samantha Bosque, Fiona Morrison | Josep M. Ubach, Paolo De Grandis                                                              |        |
| Angola               | Palazzo Cini                                 | Luanda, Encyclopedic City                                                                                         | Edson Chagas | Beyond Entropy (Paula Nascimento, Stefano Rabolli Pansera), Jorge Gumbe, Feliciano dos Santos |        |
| Argentina            | Arsenale                                     | Eva - Argentina. Una metafora contemporanea                                                                       | Nicola Costantino | Fernando Farina                                                                               |        |
| Armenia              | San Lazzaro degli Armeni                     | The Tale of David the Lad and Khandut the Lass                                                                    | Ararat Sarkissian | Arman Grogoryan                                                                               |        |
| Australia            | Giardini                                     | Here art grows on trees                                                                                           | Simryn Gill | Catherine de Zegher                                                                           |        |
| Austria              | Giardini                                     | | Mathias Poledna | Jasper Sharp                                                                                  |        |
| Azerbaigian          | Palazzo Lezze, Campo S. Stefano              | Ornamentation | Rashad Alakbarov, Sanan Aleskerov, CHINGIZ, Butunay Hagverdiyev, Fakhriyya Mammadova, Farid Rasulov | Hervé Mikaeloff                                                                               |        |
| Bahamas              | Arsenale                                     | Polar Eclipse | Tavares Strachan | Melissa Enders-Bhatia                                                                         |        |
| Bahrein              | Arsenale                                     | In a World of Your Own                                                                                            | Mariam Haji, Waheeda Malullah, Camille Zakharia | Robert Hobbs & Jean Crutchfield                                                               |        |
| Bangladesh           | Officina delle Zattere                       | Supernatural | Chhakka Artists' Group: Mokhlesur Rahman, Mahbub Zamal, A. K. M. Zahidul Mustafa, Ashok Karmaker, Lala Rukh Selim, Uttam Kumar Karmaker. Dhali Al Mamoon, Yasmin Jahan Nupur, Gavin Rain, Gianfranco Meggiato, Charupit School | Fabio Anselmi                                                                                 |        |
| Belgio               | Giardini                                     | Kreupelhout – Cripplewood                                                                                         | Berlinde De Bruyckere | J. M. Coetzee e Philippe Van Cauteren                                                         |        |
| Bosnia ed Erzegovina | Palazzo Malipiero                            | The Garden of Delights                                                                                            | Mladen Miljanovic | Sarita Vujkovic, Irfan Hošic                                                                  |        |
| Brasile              | Giardini                                     | Inside/Outside (Fervenza/Mlászho/Clark/Bill/Munari)                                                               | Hélio Fervenza, Odires Mlászho, Lygia Clark, Max Bill, Bruno Munari | Luis Pérez-Oramas e André Severo                                                              |        |
| Canada               | Giardini                                     | Music for Silence                                                                                                 | Shary Boyle | Josée Drouin-Brisebois                                                                        |        |
| Rep. Ceca Slovacchia | Giardini                                     | Still the same place                                                                                              | Petra Feriancova, Zbynek Baladran | Marek Pokorny                                                                                 |        |
| Cile                 | Arsenale                                     | Venezia, Venezia                                                                                                  | Alfredo Jaar | Madeleine Grynsztejn                                                                          |        |
| Cina                 | Arsenale                                     | Transfiguration                                                                                                   | He Yunchang, Hu Yaolin, Miao Xiaochun, Shu Yong, Tong Hongsheng, Wang Qingsong, Zhang Xiaotao | Wang Chunchen                                                                                 |        |
| Cipro                | Palasport Arsenale                           | Oo | Lia Haraki, Maria Hassabi, Phanos Kyriacou, Constantinos Taliotis, Natalie Yiaxi, Morten Norbye Halvorsen, Jason Dodge, Gabriel Lester, Dexter Sinister | Raimundas Malašauskas                                                                         | [ 35 ] |
| Corea del Sud        | Giardini                                     | To Breathe: Bottari                                                                                               | Kimsooja | Seungduk Kim                                                                                  |        |
| Costa d'Avorio       | Spiazzi, Castello 3865                       | Traces and signs                                                                                                  | Frédéric Bruly Bouabré, Tamsir Dia, Jems Koko Bi, Franck Fanny | Yacouba Konaté                                                                                |        |
| Costa Rica           | Ca' Bonvicini                                | Democracy & Dreams                                                                                                | Priscilla Monge, Esteban Piedra, Rafael Ottón Solís, Cinthya Soto | Francisco Córdoba, Fiorella Resenterra                                                        |        |
| Croazia              | Opera don Orione Artigianelli                | Between the Sky and the Earth / Tra il cielo e la terra                                                           | Kata Mijatovic | Branko Franceschi                                                                             |        |
| Cuba                 | Museo archeologico nazionale di Venezia      | La Perversión de lo clásico: Anarquía de los relatos (La Perversione della classicità: Anarchia delle narrazioni) | Liudmila and Nelson, Magdalena Campos Pons e Neil Leonard, Sandra Ramos, Glenda Leon, Lazaro Saavedra, Tonel, Hermann Nitsch, Gilberto Zorio, Wang Du, H.H.Lim, Pedro Costa, Rui Chafes, Francesca Leone | Jorge Fernandez Torres, Giacomo Zaza                                                          |        |
| Danimarca            | Giardini                                     | Intercourses | Jesper Just in collaboration with Project Projects | Lotte S. Lederballe Pedersen                                                                  |        |
| Egitto               | Giardini                                     | Treasuries of Knowledge (Tesori di Conoscenza)                                                                    | Mohamed Banawy, Khaled Zaki | Khaled Zaki                                                                                   |        |
| Emirati Arabi Uniti  | Arsenale                                     | Walking on Water                                                                                                  | Mohammed Kazem | Reem Fadda                                                                                    |        |
| Estonia              | Palazzo Malipiero                            | Evident in Advance                                                                                                | Dénes Farkas | Adam Budak                                                                                    |        |
| Finlandia            | Padiglione Alvar Aalto ai Giardini           | Falling Trees | Antti Laitinen | Collective Gruppo 111 (Marko Karo, Mika Elo, Harri Laakso)                                    |        |
| Finlandia            | Padiglione Paesi Nordici ai Giardini         | Falling Trees | Terike Haapoja | Collective Gruppo 111 (Marko Karo, Mika Elo, Harri Laakso)                                    |        |
| Francia              | Giardini                                     | Ravel Ravel Unravel                                                                                               | Anri Sala | Christine Macel                                                                               |        |
| Georgia              | Arsenale                                     | Kamikaze Loggia                                                                                                   | Bouillon Group,Thea Djordjadze, Nikoloz Lutidze, Gela Patashuri with Ei Arakawa and Sergei Tcherepnin, Gio Sumbadze | Joanna Warsza                                                                                 |        |
| Germania             | Giardini                                     | | Ai Weiwei, Romuald Karmakar, Santu Mofokeng, Dayanita Singh | Susanne Gaensheimer                                                                           |        |
| Giappone             | Giardini                                     | abstract speaking - sharing uncertainty and collective acts                                                       | Koki Tanaka | Mika Kuraya                                                                                   |        |
| Gran Bretagna        | Giardini                                     | | Jeremy Deller | Emma Gifford-Mead                                                                             |        |
| Grecia               | Giardini                                     | History Zero | Stefanos Tsivopoulos | Syrago Tsiara                                                                                 |        |
| Indonesia            | Arsenale                                     | Sakti | Albert Yonathan Setyawan, Eko Nugroho, Entang Wiharso, Rahayu Supanggah, Sri Astari, Titarubi | Carla Bianpoen, Rifky Effendy                                                                 |        |
| Iraq                 | Ca' Dandolo                                  | Welcome to Iraq                                                                                                   | Abdul Raheem Yassir, Akeel Khreef, Ali Samiaa, Bassim Al-Shaker, Cheeman Ismaeel, Furat al Jamil, Hareth Alhomaam, Jamal Penjweny, Kadhim Nwir, WAMI (Yaseen Wami, Hashim Taeeh) | Philippe van Cauteren                                                                         |        |
| Irlanda              | Fondaco Marcello, San Marco 3415             | The Enclave | Richard Mosse | Anna O’Sullivan                                                                               |        |
| Islanda              | Palazzo Zenobio                              | | Katrín Sigurðardóttir | Mary Ceruti, Ilaria Bonacossa                                                                 |        |
| Israele              | Giardini                                     | The Workshop | Gilad Ratman | Sergio Edelsztein                                                                             |        |
| Italia               | Tese delle Vergini all'Arsenale              | vice versa | Francesco Arena, Massimo Bartolini, Gianfranco Baruchello, Elisabetta Benassi, Flavio Favelli, Luigi Ghirri, Piero Golia, Francesca Grilli, Marcello Maloberti, Fabio Mauri, Giulio Paolini, Marco Tirelli, Luca Vitone, Sislej Xhafa | Bartolomeo Pietromarchi                                                                       |        |
| Kenya                | Caserma Cornoldi e San Servolo               | Reflective Nature # a new primary enchanting sensitivity                                                          | Kivuthi Mbuno, Armando Tanzini, Chrispus Wangombe Wachira, Fan Bo, Luo Ling & Liu Ke, Lu Peng, Li Wei, He Weiming, Chen Wenling, Feng Zhengjie, César Meneghetti | Sandro Orlandi, Paola Poponi                                                                  |        |
| Kosovo               | Arsenale                                     | | Petrit Halilaj | Kathrin Rhomberg                                                                              |        |
| Kuwait               | Palazzo Michiel del Brusà                    | National Works | Sami Mohammad, Tarek Al-Ghoussein | Ala Younis                                                                                    |        |
| Lettonia             | Arsenale                                     | North by Northeast                                                                                                | Kaspars Podnieks, Krišs Salmanis | Anne Barlow, Courtenay Finn, Alise Tifentale                                                  |        |
| Libano               | Arsenale                                     | Letter To A Refusing Pilot                                                                                        | Akram Zaatari | Sam Bardaouil, Till Fellrath                                                                  |        |
| Lituania             | Palasport Arsenale                           | oO | Gintaras Didžiapetris, Elena Narbutaite, Liudvikas Buklys, Kazys Varnelis, Vytaute Žilinskaite, Morten Norbye Halvorsen, Jason Dodge, Gabriel Lester, Dexter Sinister | Raimundas Malašauskas                                                                         | [ 36 ] |
| Lussemburgo          | Ca' del Duca                                 | Relegation | Catherine Lorent | Anna Loporcaro                                                                                |        |
| Macedonia del Nord   | Scuola dei Laneri                            | Silentio Pathologia                                                                                               | Elpida Hadzi-Vasileva | Ana Frangovska                                                                                |        |
| Maldive              | Gervasuti Foundation                         | Portable Nation: Disappearance as Work in Progress - Approaches to Ecological Romanticism                         | Paul Miller aka DJ Spooky, Thierry Geoffrey aka Colonel, Gregory Niemeyer, Stefano Cagol, Hanna Husberg, Laura McLean & Kalliopi Tsipni-Kolaza, Khaled Ramadan, Moomin Fouad, Mohamed Ali, Sama Alshaibi, Patrizio Travagli, Achilleas Kentonis & Maria Papacaharalambous, Wooloo, Khaled Hafez, Ursula Biemann, Heidrun Holzfeind & Christoph Draeger, Klaus Schafler | Alfredo Cramerotti, Aida Eltorie, Khaled Ramadan                                              |        |
| Messico              | Ex Chiesa di San Lorenzo                     | Cordiox | Ariel Guzik | Itala Schmelz                                                                                 |        |
| Montenegro           | Palazzo Malipiero                            | Image Think / Pensare attraverso l'immagine                                                                       | Irena Lagator Pejovic | Nataša Nikcevic                                                                               |        |
| Norvegia             | Fondazione Bevilacqua La Masa                | Beware of the Holy Whore: Edvard Munch, Lene Berg and the Dilemma of Emancipation                                 | Edvard Munch, Lene Berg | Marta Kuzma, Pablo Lafuente, Angela Vettese                                                   |        |
| Nuova Zelanda        | Istituto Provinciale Santa Maria della Pietà | Bill Culbert | Bill Culbert | Justin Paton                                                                                  |        |
| Paesi Bassi          | Giardini                                     | Mark Manders. Room with Broken Sentence                                                                           | Mark Manders | Lorenzo Benedetti                                                                             |        |
| Paraguay             | Palazzo Carminati                            | The Encyclopedic Palace of Paraguay                                                                               | Pedro Barrail, Felix Toranzos, Diana Rossi, Daniel Milessi | Osvaldo Gonzalez Real                                                                         |        |
| Polonia              | Giardini                                     | Everything Was Forever, Until It Was No More                                                                      | Konrad Smolenski | Agnieszka Pindera, Daniel Muzyczuk                                                            |        |
| Portogallo           | Riva dei Partigiani                          | Trafaria Praia | Joana Vasconcelos | Miguel Amado                                                                                  |        |
| Romania              | Giardini                                     | An immaterial retrospective of the Venice Biennale                                                                | Manuel Pelmus, Alexandra Pirici | Raluca Voinea                                                                                 |        |
| Romania              | Palazzo Correr                               | Reflection center for suspended histories. An attempt                                                             | Apparatus 22 (Dragos Olea, Maria Farcas, Erika Olea), Irina Botea e Nicu Ilfoveanu, Karolina Bregula, Adi Matei, Olivia Mihaltianu, Sebastian Moldovan | Anca Mihulet                                                                                  |        |
| Russia               | Giardini                                     | Vadim Zakharov: Danaë                                                                                             | Vadim Zakharov | Udo Kittelmann                                                                                |        |
| Santa Sede           | Sale d'Armi all'Arsenale                     | In Principio | Studio Azzurro, Josef Koudelka, Lawrence Carroll | Antonio Paolucci                                                                              | [ 40 ] |
| Serbia               | Giardini                                     | Nothing Between Us                                                                                                | Vladimir Peric, Miloš Tomic | Maja Ciric                                                                                    |        |
| Siria                | San Servolo                                  | Cara amica arte                                                                                                   | Giorgio De Chirico, Miro George, Makhowl Moffak, Al Samman Nabil, Echtai Shaffik, Giulio Durini, Dario Arcidiacono, Massimiliano Alioto, Felipe Cardena, Roberto Paolini, Concetto Pozzati, Sergio Lombardo, Camilla Ancilotto, Lucio Micheletti, Lidia Bachis, Cracking Art Group, Hannu Palosuo                                                                      | Duccio Trombadori                                                                             |        |
| Slovenia             | Galleria A+A                                 | For Our Economy and Culture                                                                                       | Jasmina Cibic | Tevž Logar                                                                                    |        |
| Spagna               | Giardini                                     | Lara Almarcegui                                                                                                   | Lara Almarcegui | Octavio Zaya                                                                                  |        |
| Stati Uniti          | Giardini                                     | Sarah Sze: Triple Point                                                                                           | Sarah Sze | Carey Lovelace, Holly Block                                                                   |        |
| Sudafrica            | Arsenale                                     | Imaginary Fact: Contemporary South African Art and the Archive                                                    | Joanne Bloch, Wim Botha, David Koloane, Donna Kukama, Gerhard Marx, Maja Marx, Philip (IV) Miller, Zanele Muholi, Sam Nhlengethwa, Johannes Phokela, Cameron Platter, Andrew Putter, Athi-Patra Ruga, Penny Siopis, Kemang Wa Lehulere, James Webb, Sue Williamson, Soweto Nelisiwe Xaba                                                                               | Brenton Maart                                                                                 |        |
| Svizzera             | Giardini                                     | | Valentin Carron | Giovanni Carmine                                                                              |        |
| Thailandia           | Santa Croce 556                              | Poperomia/Golden Teardrop                                                                                         | Wasinburee Supanichvoraparch, Arin Rungjang | Penwadee Nophaket Manont, Worathep Akkabootara                                                |        |
| Turchia              | Arsenale                                     | Resistance | Ali Kazma | Emre Baykal                                                                                   |        |
| Tuvalu               | Forte Marghera                               | Destiny Intertwined                                                                                               | Vincent J.F. Huang | An-Yi Pan, Szu Hsien Li, Shu Ping Shih                                                        |        |
| Ucraina              | Palazzo Loredan                              | The Monument to a Monument                                                                                        | Ridnyi Mykola, Zinkovskyi Hamlet, Kadyrova Zhanna | Soloviov Oleksandr, Burlaka Victoria                                                          |        |
| Ungheria             | Giardini                                     | Lanciata ma non esplosa                                                                                           | Zsolt Asztalos | Gabriella Uhl                                                                                 |        |
| Uruguay              | Giardini                                     | Wifredo Díaz Valdéz: Time (Time) Time                                                                             | Wifredo Díaz Valdéz | Carlos Capelán, Verónica Cordeiro                                                             |        |
| Venezuela            | Giardini                                     | El arte urbano. Una estética de la Subversión                                                                     | Collettivo di Artisti Urbani Venezuelani | Juan Calzadilla                                                                               |        |
| Zimbabwe             | Istituto Provinciale Santa Maria della Pietà | Dudziro | Portia Zvavahera, Michele Mathison, Rashid Jogee, Voti Thebe, Virginia Chihota | Raphael Chikukwa                                                                              |        |

### Istituto Italo-Latino Americano
Venerdì 31 maggio è stato inaugurato il Padiglione dell'Istituto Italo-Latino Americano (IILA), con il sostegno del Goethe Institut e la partecipazione di artisti dell'America Latina. Il tema dell'esposizione, El Atlas del Imperio, indicava «un'esplorazione dei nuovi aspetti geopolitici dell'arte contemporanea, col fine di trarre proficue esperienze di conoscenza reciproca tra artisti latinoamericani ed europei».
| Paese             | Luogo                  | Titolo               | Artista/i                                                                                  | Curatore/i              | Note |
| ----------------- | ---------------------- | -------------------- | ------------------------------------------------------------------------------------------ | ----------------------- | ---- |
| Argentina         | Isolotto dell'Arsenale | El Atlas del Imperio | Guillermo Srodek-Hart                                                                      | Alfons Hug, Paz Guevara |      |
| Bolivia           | Isolotto dell'Arsenale | El Atlas del Imperio | Sonia Falcone                                                                              | Alfons Hug, Paz Guevara |      |
| Brasile           | Isolotto dell'Arsenale | El Atlas del Imperio | Juliana Stein                                                                              | Alfons Hug, Paz Guevara |      |
| Cile              | Isolotto dell'Arsenale | El Atlas del Imperio | León & Cociña                                                                              | Alfons Hug, Paz Guevara |      |
| Colombia          | Isolotto dell'Arsenale | El Atlas del Imperio | François Bucher                                                                            | Alfons Hug, Paz Guevara |      |
| Costa Rica        | Isolotto dell'Arsenale | El Atlas del Imperio | Lucía Madriz                                                                               | Alfons Hug, Paz Guevara |      |
| Cuba              | Isolotto dell'Arsenale | El Atlas del Imperio | Humberto Díaz                                                                              | Alfons Hug, Paz Guevara |      |
| Rep. Dominicana   | Isolotto dell'Arsenale | El Atlas del Imperio | Collettivo Quintapata: Pascal Meccariello, Raquel Paiewonsky, Jorge Pineda, Belkis Ramírez | Alfons Hug, Paz Guevara |      |
| Ecuador           | Isolotto dell'Arsenale | El Atlas del Imperio | Miguel Alvear e Patricio Andrade                                                           | Alfons Hug, Paz Guevara |      |
| El Salvador       | Isolotto dell'Arsenale | El Atlas del Imperio | Simón Vega                                                                                 | Alfons Hug, Paz Guevara |      |
| Italia            | Isolotto dell'Arsenale | El Atlas del Imperio | Luca Vitone                                                                                | Alfons Hug, Paz Guevara |      |
| Nicaragua         | Isolotto dell'Arsenale | El Atlas del Imperio | Marcos Agudelo                                                                             | Alfons Hug, Paz Guevara |      |
| Panama            | Isolotto dell'Arsenale | El Atlas del Imperio | Jhafis Quintero                                                                            | Alfons Hug, Paz Guevara |      |
| Paraguay          | Isolotto dell'Arsenale | El Atlas del Imperio | Fredi Casco                                                                                | Alfons Hug, Paz Guevara |      |
| Perù              | Isolotto dell'Arsenale | El Atlas del Imperio | David Zink Yi                                                                              | Alfons Hug, Paz Guevara |      |
| Uruguay           | Isolotto dell'Arsenale | El Atlas del Imperio | Martín Sastre                                                                              | Alfons Hug, Paz Guevara |      |
| Venezuela         | Isolotto dell'Arsenale | El Atlas del Imperio | Susana Arwas                                                                               | Alfons Hug, Paz Guevara |      |
| Germania/ Brasile | Isolotto dell'Arsenale | El Atlas del Imperio | Harun Farocki & Antje Ehmann                                                               | Alfons Hug, Paz Guevara |      |

### Central Asia Pavilion
Palazzo Malipiero ha ospitato il Padiglione dell'Asia centrale che presentava le opere di artisti di quattro repubbliche dell'Asia centrale ex sovietica. Il titolo Winter si riferiva a una lirica del poeta kazako Abaj Kunanbaev. Nell'intento dei curatori il progetto artistico mirava ad affrontare e a portare una riflessione sulla complessità del contesto socio-politico nella regione asiatica, utilizzando gli strumenti del linguaggio poetico e metaforico.
| Paese        | Luogo             | Titolo | Artista/i                                           | Curatore/i                   | Note |
| ------------ | ----------------- | ------ | --------------------------------------------------- | ---------------------------- | ---- |
| Kazakistan   | Palazzo Malipiero | WINTER | Kamilla Kurmanbekova, Erlan Tuyakov, Ikuru Kuwajima | Ayatgali Tuleubek, Tiago Bom |      |
| Kirghizistan | Palazzo Malipiero | WINTER | Aza Shade                                           | Ayatgali Tuleubek, Tiago Bom |      |
| Tagikistan   | Palazzo Malipiero | WINTER | Anton Rodin, Sergey Chutkov                         | Ayatgali Tuleubek, Tiago Bom |      |
| Uzbekistan   | Palazzo Malipiero | WINTER | Saodat Ismailova, Vyacheslav Akhunov                | Ayatgali Tuleubek, Tiago Bom |      |

### Padiglione Venezia
Il Padiglione Venezia è stato allestito ai Giardini della Biennale e gestito dal Comune di Venezia. Il tema del Padiglione, con il titolo Silk Map, riprendeva la tradizione veneziana delle «vie della seta» e della produzione di tessuti preziosi. Gli artisti selezionati (AES+F, Anahita Razmi, Marya Kazoun, Mimmo Roselli, Marialuisa Tadei, Yiqing Yin), coordinati dal direttore artistico Ewald Stastny, si sono cimentati con questa tradizione  reinventando materiali tradizionali e/o immaginando invenzioni libere, andando così a creare sei opere esclusive per il Padiglione e la città.

## Meetings on Art
Nel periodo dell'esposizione si sono tenuti i Meetings on Art: incontri, seminari, conversazioni e approfondimenti sull'arte contemporanea.
- Fén (fieno) di Marco Paolini. 13 performance-incontri nello Spazio Álvaro Siza al Giardino delle Vergini,[N 1][46]  nelle quali l'attore e drammaturgo bellunese «ha realizzato una serie di racconti, storie e pensieri dedicati a uomini di scienza e uomini di fatica, a utensili, al lavoro manuale al tempo del digitale, storie messe in fila per formare un sillabario».[47]
- Intervista con Maria Lassnig, film diretto da Jacqueline Kaess-Farquet, presentato l'11 ottobre.[48]
- Intorno a Marisa. Le opere, gli amici e le parole di Marisa Merz, film a cura di Azalea Seratoni, regia di Simona Confalonieri, presentato il 12 ottobre.[48]
- Immagine-Mondo (Image-Worlds): Antropologia delle immagini e storia dell'arte. Conferenza tenuta il 23 ottobre al Teatro Piccolo Arsenale, con Hans Belting, Georges Didi-Huberman, Andrea Pinotti e Massimiliano Gioni.[49]
- L'esistenza è altrove (Existence is elsewhere): Il mito dell’artista autodidatta. Conferenza tenuta il 2 novembre al Teatro Piccolo Arsenale, con Lynn Cooke, Ralph Rugoff e Massimiliano Gioni.[50]
- 2º Convegno Internazionale Archivi e Mostre, svoltosi il 15 e 16 novembre al Teatro Piccolo Arsenale, con 19 interventi di critici, studiosi e professionisti sul tema del rapporto tra archivi e mostre.[51]
- Incontro sul tema Musei e Biennali, che si è tenuto il 24 novembre al Teatro Piccolo Arsenale, con il presidente della Biennale Paolo Baratta, il curatore dell'edizione 2013 Massimiliano Gioni, Bice Curiger, curatrice della 54ª Esposizione Internazionale d'Arte nel 2011, Cristiana Collu, direttore del Mart di Trento e Rovereto, Alfredo Cramerotti, direttore del MOSTYN e cocuratore di Manifesta 8, Achille Bonito Oliva, curatore della 45ª Esposizione Internazionale d'Arte nel 1993, Vicente Todolí, Artistic Advisor all'Hangar Bicocca di Milano, Abdellah Karroum, direttore del Mathaf (Arab Museum of Modern Art di Doha).[52]

## Eventi collaterali
47 eventi collaterali, approvati dal curatore Massimiliano Gioni e promossi da enti e istituzioni pubbliche e private senza scopo di lucro, sono stati organizzati in numerose sedi della città di Venezia, proponendo un'ampia offerta di contributi e partecipazioni.

## Giuria
Il 13 maggio 2013 il Consiglio di amministrazione della Biennale di Venezia ha nominato la Giuria che ha assegnato i Premi:
- Jessica Morgan (Gran Bretagna) - presidente
- Sofía Hernández Chong Cuy (Messico)
- Francesco Manacorda (Italia)
- Bisi Silva (Nigeria)
- Ali Subotnick (Stati Uniti)

## Premi

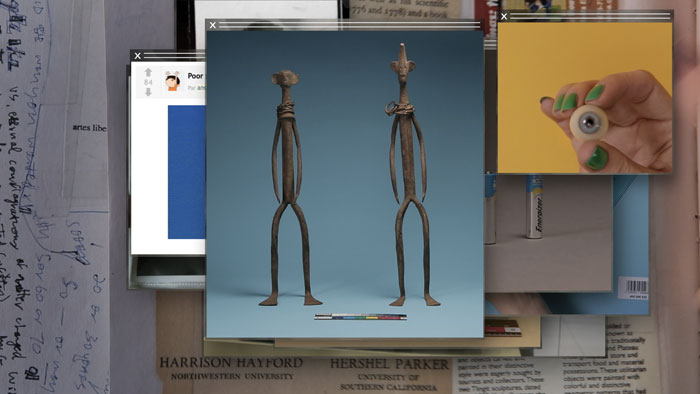
Fotogramma di Grosse Fatigue di Camille Henrot

La cerimonia di premiazione è avvenuta il 1º giugno 2013 nella Sala delle colonne a Ca' Giustinian.
- Leone d'oro per la miglior Partecipazione nazionale: Angola, per Luanda, Encyclopedic City di Edson Chagas
  - Menzione speciale alle Partecipazioni nazionali: Cipro per Oo e Lituania per oO
  - Menzione speciale alle Partecipazioni nazionali: Giappone per abstract speaking - sharing uncertainty and collective acts di Koki Tanaka
- Leone d'oro per il miglior artista della mostra Il Palazzo Enciclopedico: Tino Sehgal (Gran Bretagna)
- Leone d'argento per un promettente giovane artista della mostra Il Palazzo Enciclopedico: Camille Henrot (Francia) per Grosse Fatigue
  - Menzioni speciali a: Sharon Hayes (Stati Uniti) e Roberto Cuoghi (Italia)

- Leone d'oro alla carriera:[56] Maria Lassnig (Austria) e Marisa Merz (Italia)

## Pubblicazioni
- 55. Esposizione Internazionale d'Arte (brochure), Venezia, La Biennale di Venezia, 2013.
- Massimiliano Gioni (a cura di), Il Palazzo Enciclopedico - 56. Esposizione Internazionale d'Arte, 2 voll., Venezia, Marsilio, 2013, ISBN 978-88-317-1485-3.
- Massimiliano Gioni (a cura di), Il Palazzo Enciclopedico - 56. Esposizione Internazionale d'Arte - Guida breve, Venezia, Marsilio, 2013.
- (IT, EN) Bartolomeo Pietromarchi (a cura di), vice versa, Milano, Mousse Publishing, 2013, ISBN 978-88-6749-015-8.